# Giuseppe Dessì
Giuseppe Dessì (* 7. August 1909 in Cagliari; † 6. Juli 1977 in Rom) war ein italienischer Schriftsteller, der 1972 für seinen Roman Paese d’Ombre (1972) den Premio Strega erhalten hatte und nach dem der Premio Dessì benannt ist.

## Leben
Dessì kam 1909 in Cagliari zur Welt und wuchs in Villacidro auf. In vielen Quellen wird auch Villacidro als Geburtsort angegeben. nach dem Schulbesuch absolvierte er ein Studium der Literaturwissenschaften an der Universität Pisa, das er 1936 abschloss. Im Anschluss war er als Lehrer sowie als Mitarbeiter der Schulverwaltung tätig.
Er gab sein schriftstellerisches Debüt 1939 mit dem Roman La sposa in città, dem zahlreich weitere Romane folgten. Einige seiner Werke erschienen auch in deutschsprachiger Übersetzung wie Das Lösegeld (1962) nach dem mit dem Premio Bagutta ausgezeichneten Roman Il disertore von Yvonne und Herbert Meier, das 1969 auch in der Spektrum-Buchreihe im Verlag Volk und Welt herausgegeben wurde. Für sein 1972 erschienenes Buch Paese d’Ombre erhielt Dessì, der seit 1964 schwer erkrankt war, 1972 den renommierten Literaturpreis Premio Strega.
In seinen Romanen und Erzählungen verband er Wirklichkeit und Fiktion mit eigenen Erinnerungen zu autobiografischen Erzählungen mit einer an Marcel Proust erinnernden zeitlichen Rückschau. Die in seinen Werken auftretenden Charaktere neigen dazu, ihre Identität in einer mythischen Atmosphäre aufzulösen und auf ein geheimes Leben anzuspielen, und sind begierig darauf, ihre Freiheit und ihre Unschuld, die von Gefühlen, Vermächtnissen oder Sünden belastet sind, aufzulösen. Durch seine Werke beeinflusste er auch die Arbeit von Schriftstellern wie Giulio Angioni und Salvatore Satta.
Neben seinem literarischen Werk war Dessì auch als Dokumentarfilmer tätig und drehte unter anderem 1963 für den Fernsehsender Radiotelevisione Italiana einen Dokumentarfilm über Sardinien mit dem Titel La Sardegna: un itinerario nel tempo.
1974 trat Dessí der Partito Comunista Italiano bei.
Nach ihm wurde der Giuseppe-Dessì-Literaturpreis, der Premio Dessì, benannt, der von der Fondazione Dessì unter anderem 2004 an Sergio Romano sowie 2007 an Rodolfo Sacchettini verliehen wurde.

## Veröffentlichungen
- La sposa in città, 1939
- San Silvano, 1939
- Michele Boschino, 1942
- Racconti vecchi e nuovi, 1945
- Storia del principe Lui, 1949
- I passeri, 1955
- Isola dell'angelo, 1957
- La ballerina di carta, 1957
- Introduzione alla vita di Giacomo Scarbo, 1959
- Racconti drammatici, 1959
- Il disertore, 1961
- Eleonora d'Arborea, 1964
- Paese d'ombre, 1972
- La scelta, posthum, 1978

in deutscher Sprache
- Das Lösegeld, Freiburg im Breisgau 1962